# حبيبة مسيكة
حبيبة مسيكة (1903- 21 فبراير 1930)، أحد أبرز مغني وممثلي النصف الأول من القرن العشرين في تونس. ظهرت حبيبة مسيكة لأول مرة على الركح ضمن فرقة الشهامة و أستاذها الأول في المسرح محمد بورقيبة سنة 1911 و هو أول من إكتشفها ثم 1920 إنسلخت من فرقة الشهامة لتنضم إلي الهلال المسرحي ثم فرقة الأداب 1921 إنتقلت حبيبة إلي فرقة التمثيل العربي و من 1924 إلي 1928 انضمت إلي فرقة علي بن كاملة و بعدها المستقبل التمثيلي و من أبرز أعملها المسرحية الناجحة عواطف البنين _ اليتيمتان _ فرخ النسر _ صلاح الدين الأيوبي _ روميو و جوليات عاشت حبيبة مسيكة من 1893 إلي 1930 و دامت مسيرتها المسرحي 18 سنة من 1911 إلي 1930 حيث كانت تتقضى حوالي 500 فرنك كأقصى راتب لها و كان آخر دور لها في مسرحية عائدة سنة 1930

## حياتها
ولدت تحت اسم مارغريت مسيكة في كنف عائلة يهودية متواضعة هي ابنة أخت المغنية ليلى سفاز
تعلمت الموسيقى والغناء على يدي الموسيقيين عاشر مزراحي وخميس ترنان. ذاع صيتها ابتداء من العشرينات لتصبح أبرز نجوم الحياة الليلية بتونس.

## مسيرتها الفنية
إضافة إلى الغناء قامت بالعديد من الأدوار المسرحية سواء في تونس أو في الخارج، أولا مع فرقة جورج أبيض ثم مع فرقة المستقبل بإدارة محمود بورقيبة. غنت مسيكة أساسا باللهجتين التونسية والمصرية كما غنت باللهجة الشامية والليبية.

## أغانيها
من أبرز أغانيها:
- علـى باب دارك
- الربيـع منور
- يا محلا الفسحة
- طلعت يا محلا نورها
- زوروني كل سنة مرة.

## وفاتها
أغتالها حرقا في 21 فبراير 1930 أحد عشاقها، ودفنت بمقبرة اليهود بتونس العاصمة. سنة 1995 تناولت المخرجة سلمى بكار السنوات الأخيرة لحبيبة مسيكة في فيلم رقصة النار.